# Josef von Schwarz
Josef von Schwarz (německy Joseph Ritter von Schwarz) (14. února 1859 Pisino – 15. února 1933 Terst) byl rakousko-uherský admirál. Jako absolvent námořní akademie sloužil u c. k. námořnictva od roku 1876 a vystřídal službu na různých lodích. Uplatnil se také jako pedagog a diplomat a v letech 1907–1909 byl velitelem námořní základny Castelnuovo. V roce 1911 byl penzionován v hodnosti kontradmirála. 

## Biografie

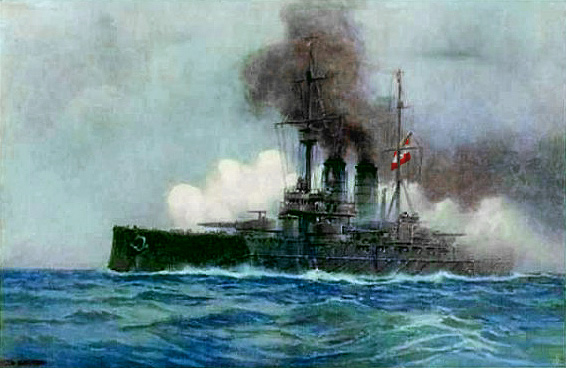
SMS Erzherzog Franz Ferdinand, vlajková loď kapitána Josefa Schwarze 1910–1911

Byl mladším synem Franze Schwarze, okresního hejtmana v Pisinu. Studoval na gymnáziu v Pisinu, v letech 1872–1876 absolvoval C. k. námořní akademii v Rijece. V roce 1876 nastoupil jako kadet k námořnictvu a kromě služby na různých lodích působil také u arzenálu nebo Hydrografického úřadu v Pule. V roce 1880 získal hodnost praporčíka a sloužil u jednotek námořní pěchoty na pevnině. V roce 1884 se zdokonaloval v šermu na Tereziánské vojenské akademii ve Vídeňském Novém Městě a v letech 1885–1887 působil jako pedagog na C. k. námořní akademii. Postupoval v hodnostech (poručík II. třídy 1888, poručík I. třídy 1891) a dostával pod velení menší plavidla.  
K datu 1. května 1900 byl povýšen na korvetního kapitána a byl prvním důstojníkem na bitevních lodích SMS Monarch a SMS Kaiser Max. V letech 1901–1906 působil na rakousko-uherském velvyslanectví v Londýně jako námořní atašé. Mezitím byl 1. května 1904 povýšen na fregatního kapitána. Po návratu byl velitelem křižníku SMS Szigetvár a bitevní lodi SMS Wien (1906–1907). V letech 1907–1909 byl pověřen velením přístavu a pevnosti v Castelnuovu (dnešní Herceg Novi v Černé Hoře) a k datu 1. listopadu 1907 byl povýšen na kapitána řadové lodi. Později byl velitelem bitevních lodí SMS Erzherzog Friedrich (1909–1910) a SMS Erzherzog Franz Ferdinand (1910–1911). V hodnosti kontradmirála (1. května 1911) byl přidělen k námořnímu sborovému velitelství v Pule, ale v již v listopadu téhož roku penzionován.
Po odchodu do výslužby se usadil v Terstu, kde žil zcela v ústraní, blízké kontakty udržoval jen se svým starším bratrem. Zemřel v Terstu na následky komplikovaného chirurgického zákroku 15. února 1933 ve věku 74 let. 
Jeho starší bratr Konstantin von Schwarz (1854–1931) byl také důstojníkem c. k. námořnictva a dosáhl hodnosti kontradmirála (1906). 

## Tituly a ocenění
Byl nositelem šlechtického titulu rytíř, který získal v roce 1884 jeho otec. Během služby u námořnictva se stal nositelem několika vyznamenání v Rakousku-Uhersku i v zahraničí. 

### Rakousko-Uhersko
- Jubilejní pamětní medaile (1898)
- Služební odznak pro důstojníky III. třídy (1901)
- Řád železné koruny III. třídy (1906)
- Vojenský jubilejní kříž (1908)
- Vojenský záslužný kříž III. třídy (1911)

### Zahraničí
- Řád pruské koruny II. třídy (1904, Německo)
- komandér Královského řádu Viktoriina (1907, Spojené království)
- Řád knížete Danila I. II. třídy (1910, Černá Hora)
- Řád dvojitého draka II. třídy (1912, Čína)
- Řád červené orlice II. třídy (1912, Německé císařství)